# Papa Nicolau IV
Nicolau IV, em latim: Nicolau IV; (Lisciano, 30 de setembro de 1227 — Roma, 4 de abril de 1292), nascido Girolamo Masci, foi o Papa da Igreja Católica de 22 de fevereiro de 1288 até a data de sua morte. Ele foi o primeiro franciscano a ser eleito Papa.

## Início da vida
Jerome Masci (Girolamo Masci) nasceu em 30 de setembro de 1227 em Lisciano, perto de Ascoli Piceno. Ele era um homem piedoso e amante da paz, cujos objetivos como frade franciscano eram proteger a Igreja, promover as cruzadas e erradicar a heresia. Segundo Heinrich, de Rebdorf, ele era doutor em teologia. Como frei franciscano, ele tinha sido eleito superior (ministro) da Ordem para Dalmácia durante o capítulo geral realizado em Pisa em 1272. O Papa Gregório X (1271-1276) estava enviando um legado papal ao imperador grego Miguel VIII Paleólogo, em 1272, para convidar a participação de prelados gregos no Segundo Concílio de Lyon. A ambição do papa era conseguir uma reunião da cristandade oriental e ocidental. São Boaventura, então Ministro Geral da Ordem dos Frades Menores, foi convidado a selecionar quatro Franciscanos para acompanhar a Legação como Núncios. Ele escolheu Frei Jerome Masci como um dos quatro. Quando Boaventura morreu repentinamente durante a quinta sessão do Capítulo Geral da Ordem em Lyon, em 15 de julho de 1274, Frei Jerome Masci foi eleito para sucedê-lo como Ministro Geral Franciscano, embora estivesse ausente na época, só então retornando com os delegados gregos da embaixada para Constantinopla.
Jerônimo era o associado de João de Vercelli, Mestre-Geral da Ordem Dominicana, quando este foi enviado pelo Papa Nicolau III em 15 de outubro de 1277, para estabelecer uma paz entre Filipe IV de França e Afonso III de Aragão. Jerônimo e João de Vercelli foram novamente designados para a mesma tarefa em 4 de abril de 1278. Ao mesmo tempo, Jerônimo recebeu ordens de continuar por enquanto como Ministro Geral Franciscano.
Em 1278, Jerônimo foi nomeado Cardeal Sacerdote pelo Papa Nicolau III e, em algum momento após 16 de maio de 1279, foi designada a igreja titular de Santa Pudenciana. Mesmo após sua nomeação como cardeal, ele foi autorizado a permanecer como Ministro Geral dos Franciscanos até o próximo capítulo geral. No entanto, ele não pôde participar do capítulo por motivos de problemas de saúde, como indica uma carta de desculpas do papa Nicolau III, escrita em maio de 1279. Em 12 de abril de 1281, ele foi promovido a Cardeal-Bispo de Palestrina pelo Papa Martinho IV.

## Pontificado

### Conclave papal
Após a morte do Papa Honório IV em 3 de abril de 1287, o Conclave foi realizado em Roma, no palácio papal ao lado de Santa Sabina, no Monte Aventino, onde o Papa Honório havia morrido. Isso estava conforme a Constituição Ubi periculum. No início, em abril, havia treze cardeais em Roma; três cardeais não compareceram. O Colégio Sagrado ficou por um tempo irremediavelmente dividido em sua seleção de um sucessor. Quando seis dos eleitores morreram durante o ano de 1287, os outros, com a única exceção de Masci, deixaram o conclave e retornaram para suas casas. Foi somente no ano seguinte que eles se reuniram novamente. Os eleitores naquela época eram sete. Em 15 de fevereiro de 1288, os sobreviventes elegeram por unanimidade Jerome Masci para o papado no primeiro escrutínio. Dizem que os cardeais ficaram impressionados com sua firmeza em permanecer no palácio papal, mas não há documentação real sobre seus motivos. Como ele admitiu em seu manifesto eleitoral, o cardeal Masci estava extremamente relutante em aceitar, e, de fato, ele persistiu em sua recusa por uma semana inteira. Finalmente, em 22 de fevereiro, ele cedeu e concordou. Ele se tornou o primeiro papa franciscano e escolheu o nome Nicolau IV em memória de Papa Nicolau III, que o tornara cardeal.

### Novos cardeais
Dadas as consideráveis perdas para os números do Colégio Sagrado em 1286 e 1287, não surpreende que Nicolau IV tenha rapidamente preenchido as vagas. O que é surpreendente é que ele sequer alcançou o número de cardeais que estavam vivos sob Honório IV. Em 16 de maio de 1288, nomeou seis novos cardeais: Bernardus Calliensis, bispo de Osimo (morto em 1291), Hugues Aiscelin (Seguin) de Billon, OP, da diocese de Clermont, na Auvergne; Mateus de Aquasparta, na Toscana, Ministro Geral dos Franciscanos desde 1287; Pietro Peregrosso de Milão, vice-chanceler da Santa Igreja Romana; Napoleone Orsini; e Pietro Colonna.
Nicolau IV emitiu uma importante constituição em 18 de julho de 1289, que concedeu aos cardeais metade de toda a receita proveniente da Santa Sé e uma parte na gestão financeira, abrindo caminho para a independência do Colégio de Cardeais que, no século seguinte, seria prejudicial ao papado.

### Ações
Quanto à questão da sucessão siciliana, como soberano feudal do reino, Nicolau anulou o tratado, concluído em 1288 por meio da mediação de Eduardo I de Inglaterra, que confirmou Jaime II de Aragão na posse da ilha da Sicília. Este tratado não atendeu adequadamente aos interesses papais. Em maio de 1289, ele coroou o rei Carlos II de Nápoles e Sicília depois que este reconheceu expressamente a soberania papal, e em fevereiro de 1291 concluiu um tratado com os reis Afonso III de Aragão e Filipe IV de França, olhando para a expulsão de Tiago da Sicília.
Em 1288, Nicolau se encontrou com o cristão nestoriano Rabban Bar Sauma da China.
Em agosto de 1290, ele concedeu o status de Studium Generale à universidade que o rei Dinis I de Portugal acaba de fundar alguns meses antes, na cidade de Lisboa.
A perda do Acre em 1291 levou Nicolau IV a renovar o entusiasmo por uma cruzada. Ele enviou missionários, entre eles o franciscano João de Montecorvino, para trabalhar entre búlgaros, etíopes, mongóis, tártaros e chineses.

## Morte
Nicolau IV morreu em Roma, em 4 de abril de 1292, no palácio que ele havia construído ao lado da Basílica da Libéria (S. Maria Maggiore). Ele foi enterrado na Basílica de Santa Maria Maior. Seu epitáfio diz: "Aqui está Nicolas IV, filho de São Francisco" (Hic requiescit / Nicolaus PP Quartus / Filius Beati Francisci).

## Taxatio
O Taxatio de 1291–92 que ele iniciou, que era uma avaliação detalhada da tributação eclesiástica das igrejas e prebendas paroquiais inglesas e galesas, continua sendo um importante documento fonte para o período medieval. Uma edição foi reimpressa pela Comissão de Registros em 1802 como Taxatio Ecclesiastica Angliae et Walliae Auctoritate.